# Mikkel Vendelbo
Mikkel Vendelbo (Esbjerg, 15 agosto 1987) è un ex calciatore danese, di ruolo centrocampista.

## Carriera

### Club

#### Esbjerg
Vendelbo ha cominciato la carriera con la maglia dell'Esbjerg, debuttando nella Superligaen in data 25 marzo 2006, quando è subentrato ad Andreas Klarström nella vittoria per 1-0 sull'Odense. Il 26 aprile 2009, è arrivata la sua prima rete nella massima divisione danese: ha contribuito infatti al successo per 3-2 sul Vejle.

#### Hønefoss
Il 31 agosto 2012, è passato a titolo definitivo allo Hønefoss, firmando un contratto triennale. Ha esordito nell'Eliteserien il 2 settembre, quando è stato titolare nella sconfitta per 2-0 sul campo dell'Aalesund.

#### Holstein Kiel
L'8 gennaio 2014 è stato ingaggiato dai tedeschi dello Holstein Kiel. È rimasto in squadra per un anno e mezzo, totalizzando 51 presenze e 2 reti nel solo campionato.

#### Silkeborg
Il 24 giugno 2015 si è trasferito ufficialmente al Silkeborg, facendo così ritorno in Danimarca.

### Nazionale
Ha giocato nella nazionale danese Under-19.

## Palmarès

### Club

#### Competizioni nazionali
- 1. Division: 2

Esbjerg: 2011-2012
Silkeborg: 2018-2019